# Mame (filme)
Mame é um filme de comédia estadunidense de 1974 dirigido por Gene Saks e baseado no musical de mesmo nome de 1966 e no romance Auntie Mame de Patrick Dennis. É estrelado por Lucille Ball em seu último papel no cinema.

## Elenco
- Lucille Ball como "Auntie Mame" Dennis Burnside
- Beatrice Arthur como Vera Charles
- Robert Preston como Beauregard Jackson Pickett Burnside
- Bruce Davison como Patrick Dennis
- Kirby Furlong como Patrick Dennis jovem
- Jane Connell como Agnes Gooch
- Joyce Van Patten como Sally Cato
- Lucille Benson como Mãe Burnside
- George Chiang como Ito
- Doria Cook-Nelson como Gloria Upson
- Don Porter como Sr. Upson
- Audrey Christie como Sra. Upson
- John McGiver como Sr. Babcock
- Bobbi Jordan como Pegeen
- Patrick Labyorteaux como Peter
- Ruth McDevitt como Cousin Fan
- Burt Mustin como Uncle Jeff

## Filmagens
As filmagens, programadas para começar no início de 1972, foram adiadas quando Ball quebrou a perna em um acidente de esqui. Devido ao atraso, o diretor original George Cukor foi forçado a se retirar do projeto. A atribuição foi para Gene Saks, que havia dirigido a produção da Broadway no qual o filme é baseado.

## Recepção
No Rotten Tomatoes, o filme detém um índice de 33% de aprovação, com base em nove críticas, com uma nota média de 3,90 de 10.